# Универсальные десантные корабли типа «Канберра»
Корабли типа «Канберра» — серия из двух десантных вертолётоносных кораблей-доков, построенных для Королевского военно-морского флота Австралии. Модернизация ВМС Австралии, начавшаяся в 2000 году, основывалась на опыте по руководству Международными силами по поддержанию мира в Восточном Тиморе. Одним из направлений модернизации является обеспечение высадки и поддержки войск на азиатской территории. Это первый УДК ВМС Австралии, хотя в 1970-е годы в составе австралийского флота находились два лёгких авианосца типа «Маджестик» британской постройки — «Мельбурн» и «Сидней». В 2004 году французская компания Direction des Constructions Navales (DCN) и испанская компания Navantia были приглашены для участия в тендере, при этом DCN предлагал УДК типа «Мистраль», а Navantia — проект Buque de Proyección Estratégica, более известный по имени испанского УДК этого типа «Хуан Карлос I». В 2007 году победа в тендере была присуждена испанскому проекту, Navantia отвечала за строительство кораблей от киля до полётной палубы, а BAE Systems Australia — за надстройку и оснащение.
Строительство первого корабля «Канберра» началось в конце 2008 года, спуск на воду состоялся в начале 2011 года, ходовые испытания стартовали в начале 2014 года, в состав флота корабль принят в ноябре 2014 года. Работы на втором корабле «Аделаида» стартовали в начале 2010 года, в состав флота корабль вошёл в декабре 2015 года. Это крупнейшие суда, когда-либо эксплуатируемые ВМС Австралии, их водоизмещение составляет 27 500 т
Корабли приписаны к Базе флота Восток в Сиднее (что вызвало жалобы близлежащих жителей на шум оборудования, выхлопные газы и ограничение обзора) и будут регулярно находиться в Таунсвилле, где расположены казармы Лаварак, место расквартирования 3-й бригады сухопутных войск Австралии. Раксвартированный Северном Квинсленде, в непосредственной близости от Азии и островов Тихого океана, один из пехотных батальонов 3-й бригады, 2-й батальон Королевского австралийского полка (2 RAR), был выбран в качестве специального десантного пехотного батальона.

## Планирование
Согласно белой книге «Defence 2000: Our Future Defence Force», кораблями тапа «Канберра» планировалось заменить десантные вертолётоносцы типа «Канимбла» и десантный корабль HMAS Tobruk (1980). Важность десантных сил была продемонстрирована во время руководства Австралией Международными силами по поддержанию мира в Восточном Тиморе: сложность поддержки экспедиционных сил в направлении одного из ближайших соседей Австралии продемонстрировала необходимость в улучшении возможностей морских перевозок. В ноябре 2003 года министр обороны Роберт Хилл опубликовал обзор оборонного потенциала, в котором говорилось, что требуются два корабля водоизмещением около 20 000 т, способных нести от пяти до шести вертолетов. Приобретение было включено в закупочный проект JP2048: в части 1 рассматривался новый тип десантных кораблей для замены кораблей типа Канимбла (рассчитанных на десантные катера типа LCM2000), в частях 2 и 4 предполагалось определить требования, затем приобрести новые корабли, этап 3 охватывал проектирование и строительство совместимых десантных катеров (12 LCM-1E, заказанных 27 сентября 2011 г.). Первоначально эти корабли должны были заменить один из кораблей типа Канимбла и Тобрук, а другой корабль типа Канимбла позже был заменен стратегическим транспортным судном.
В январе 2006 года правительство Австралии объявило названия планируемых кораблей: Canberra и Adelaide. После объявления предложения об альтернативных именах были высказаны в нескольких местах. Лига ВМС Австралии предложила вместо этого называть Аделаиду Австралией; благодаря этому название страны и её столицы присваивались двум самым большим кораблям австралийского флота, как это было в случае с двумя крейсерами типа «Кент» времен Второй мировой войны, и одновременно освобождалось название для предложенного Лигой четвёртого эсминца типа «Хобарт». С другой стороны, член Австралийского военно-морского института высказал мнение, что корабли следует назвать Галлиполи и Гуадалканал в честь высадки в Галлиполи, одной из первых десантных операций современной эпохи, и высадки на остров Гуадалканал, осуществлённой ВМС и Корпусом морской пехоты США для оказании помощи Австралии во время Второй мировой войны.
|                            | DCN    | Навантия | Канимбла |
| -------------------------- | ------ | -------- | -------- |
| Водоизмещение (т)          | 24 000 | 27 000   | 8500     |
| Дальность плавания (миль)  | 11 000 | 9000     | 14 000   |
| Экипаж                     | 177    | 240      | 210      |
| Десант                     | 1,000  | 1,100    | 450      |
| Транспортные средства (м2) | 1,000  | 2 000    | 700      |
| Вертолеты                  | 16     | 11       | 4        |
| Посадочные места           | 6      | 6        | 2/3      |
| Десантные катера           | 4 LCM  | 4 LCM-1E | 2 LCM-8  |

В феврале 2004 года запрос на информацию и приглашение к участию в тендерах были направлены двум европейским судостроительным компаниям — французской Direction des Constructions Navales (DCN) и испанской Navantia. Судостроители из США не были включены, поскольку американские десантные корабли были либо слишком велики для австралийских требований, либо требовали слишком большой численности экипажа, либо не могли нести необходимое количество вертолетов. В ответ DCN представила увеличенную на 2000 т версию десантного корабля типа «Мистраль» (водоизмещение 24 000 т), а испанцы в партнерстве с австралийской компанией Tenix Defense — проект «Buque de Proyección Estratégica» (корабль для стратегической проекции силы), позже построенный компанией Navantia для ВМС Испании как «Хуан Карлос I». Несмотря на то, что испанский корабль был на 4000 т больше французского и обладал большей десантовместимостью, он в этот момент находился в стадии строительства и планировался к передаче флоту в конце 2008 года. 20 июня 2007 года министр обороны Брендан Нельсон объявил, что контракт на 3 миллиарда австралийских долларов на строительство кораблей типа Canberra был присужден Navantia и Tenix. Несмотря на то, что проект не имел референтного образца, испанское предложение было ближе к требованиям ВМС Австралии. Сыграло свою роль и то, что заказ на новые эсминцы типа «Хобарт» был также размещён в этой компании.
Примерно в то время, когда было принято решение о закупке кораблей, многие оборонные аналитики выступали за приобретение большего количества кораблей меньшего размера на том основании, что это они лучше подходят для австралийском региона. Однако Центр морских вооружений утверждал, что большие десантные корабли обеспечат большую гибкость применения.
Хью Уайт, бывший ведущий специалист по оборонному планированию правительств Хоука и Говарда, профессор Австралийский национальный университет и обозреватель по вопросам обороны газеты «The Sydney Morning Herald», долгое время критиковал решение о приобретении кораблей типа Canberra. В 2004 году он утверждал, что Силы обороны Австралии не нуждаются в силах для проведения крупной десантной операции, поскольку вряд ли когда-либо будут задействованы для этого, а деньги, необходимые для покупки кораблей, лучше потратить десантные корабли меньшего размера и другое вооружение. В 2016 году Уайт оценил корабли как «ужасную и героическую трату денег» и не более чем «большие, неповоротливые цели в Южно-Китайском море», которые слишком уязвимы для развертывания в условиях серьёзного кризиса.

## Конструкция и возможности
Корабли типа «Канберра» имеют максимальную длину 231 м, максимальную ширину 32 м и максимальную осадку 7,1 м. Малая осадка была важным фактором при проектировании, позволяя кораблям действовать в прибрежных водах и небольших гаванях. При полной загрузке корабли типа «Канберра» имеет водоизмещение 27 500 т, являясь самыми большими кораблями, когда-либо находившимися в составе ВМС Австралии. Корабли имеют те же размерения, что и «Хуан Карлос I», но отличаются конструкцией надстройки и внутренней компоновкой, которые были изменены в соответствии с австралийскими требованиями. В отличие от испанского корабля, австралийские корабли построены в соответствии с правилами военно-морского регистра Ллойда.
Движение обеспечивается двумя винторулевыми колонками Siemens Navantia, каждая с электродвигателем мощностью 15 000 л.с., которые приводят в движение два гребных винта диаметром 4,5 м. Электроснабжение обеспечивается комбинированной дизельной и газотурбинной системой с одной турбиной General Electric LM2500 мощностью 26 000 л.с. и двумя дизель-генераторами Navantia MAN 16V32/40 мощностью 10 100 л.с.. Основные винторулевые колонки дополняются двумя носовыми подруливающими устройствами мощностью 2000 л.с. и резервным дизель-генератором Mitsubishi S16MPTA. Корабли развивают максимальную скорость более 20 узлов, максимальную устойчивую скорость при полной загрузке 19 узлов. На экономической скорости 15 узлов дальность хода составляет 9000 морских миль. Винторулевые колонки поворачиваются в любом направлении, скорость заднего хода составляет 8 узлов.
На каждом корабле установлена система боевого управления Saab 9LV Mark 4. В состав электронного оборудования входят РЛС Sea Giraffe 3D и  инфракрасную поисковую и следящую систему Vampir NG. Для самообороны УДК оснащены четырьмя дистанционно управляемыми 25-мм системами Rafael Typhoon (по одному в каждом углу полётной палубы), шестью 12,7-мм пулеметами, буксируемой противоторпедной системой AN/SLQ-25 Nixie и системой постановки помех Nulka. Планируемые обновления включают установку до трех зенитных установок «Фаланкс» с 2018 г. Защита от самолетов и более крупных целей должна обеспечиваться кораблями сопровождения и авиационной поддержкой ВВС Австралии. Экипаж насчитывают 358 человек: 293 моряков, 62 военнослужащих австралийской армии и 3 ВВС Австралии.

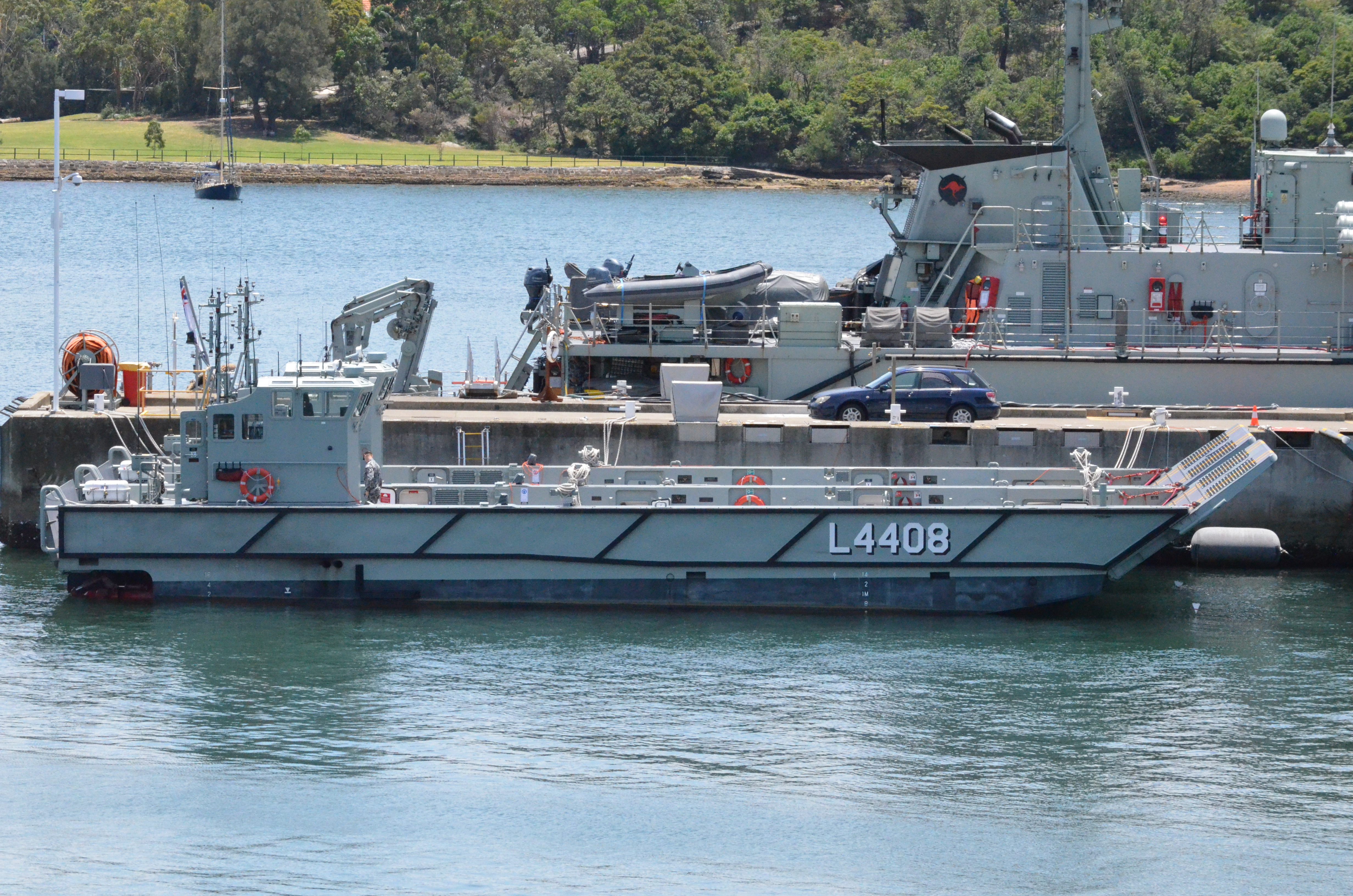
Десантный L4408 (со вторым LCC, пришвартованным за ним)

Корабль способен перевозить 1046 солдат и их снаряжение в обычных условиях и 1600 в условиях перегрузки. Десантные силы формируются из подразделений на основе пехотной роты численностью до 220 солдат. Армейские планировщики рассмотрели несколько вариантов формирования десантных сил, включая обучение специального пехотного батальона, обучение нескольких батальонов с ротацией батальонов или создание сил размера бригады, аналогичных структуре морской пехоты США и 3-й бригады коммандос морской пехоты США. В декабре 2011 года 2-й батальон Королевского австралийского полка был выбран для первоначальной отработки десантных операций. Командующий армией заявил, что по мере получения опыта операций будет принята будущая модель десантных сил. В качестве базового подразделения для обучения десентников был выбран 2-й полк коммандос. Две автомобильные палубы (одна для легких транспортных средств, другая для тяжелых транспортных средств и танков) имеют площадь 1880 и 1410 кв.м, них  может разместиться до 110 автомобилей. Палуба для тяжёлой техники может альтернативно использоваться для грузовых перевозок и вместить 196 транспортных контейнеров. Каждый корабль имеет доковую камеру размером 69,3х16,8 м, на которой размещается до четырех десантных катеров LCM-1E, которые могут быть спущены на воду и приняты на борт при волнении до 4 баллов. Двенадцать катеров заказаны у компании Navantia, которая поставила их партиями по четыре в течение 2014 и 2015 годов. Каждому УДК назначается по 6 катеров плюс дополнительная единица, которая используется для обучения на береговых базах и замены основной единицы на время технического обслуживания. В доковой камере также имеется место для четырех надувных лодок с жестким корпусом (хотя они не будут входить в стандартную комплектацию). Также могут использоваться десантные катера и плавающая техника других стран.

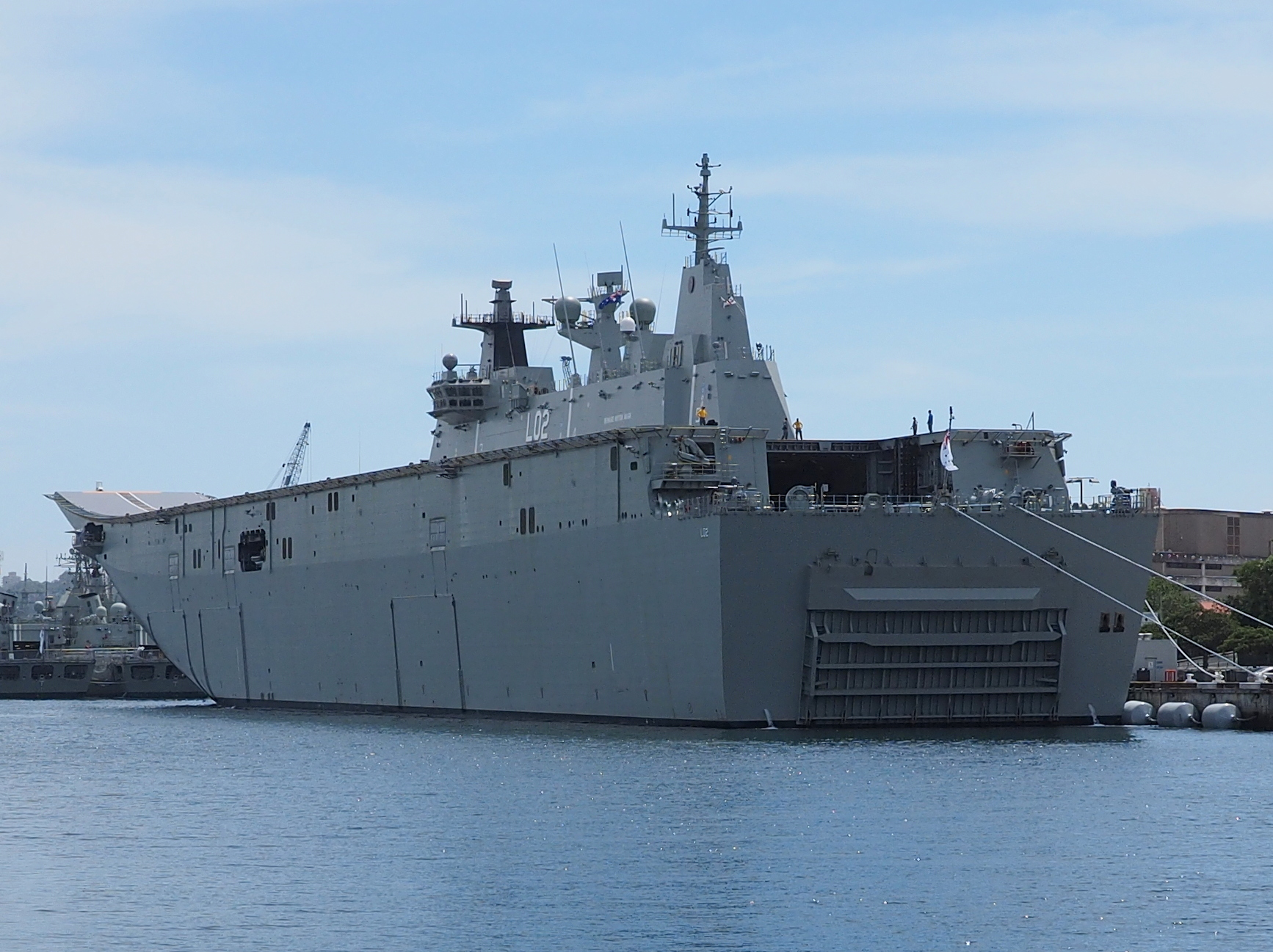
Вид на «Канберру» с кормы

Полётная палуба имеет размеры 202,3х32 м, расположена на высоте 27,5 м над уровнем моря и имеет 6 точек для посадки вертолетов MRH-90 или аналогичных по весу и размерам. В качестве альтернативы могут применяться вертолеты «Чинук» или аналогичные с четырьмя точками посадки. Полеты могут выполняться при волнении моря до 5 бвллов. Стандартная авиагруппа на борту этих кораблей будет состоять из транспортных вертолетов MRH-90 и противолодочных вертолетов MH-60R. Ангар площадью 990 кв. м может вместить восемь вертолетов среднего размера. Еще десять вертолётов можно разместить на палубе для лёгких транспортных средств. Два элеватора (один большой — в центре кормовой части, а другой — по правому борту перед островной надстройкой) перемещают вертолёты между полетной и ангарной палубами.
Трамплин, которым оснащён испанский УДК «Хуан Карлос I», сохранен на австралийских кораблях, но не предназначен для использования. Испанцы используют трамплин для взлёта самолетов «Харриер II», которые на австралийских кораблях не используются, однако перепроектирование привело бы к дополнительным расходам. Сохранение трамплина привело к появлению нескольких рекомендаций по включению в авиагруппу самолётов, в первую очередь F-35B Lightning II. Представители флота утверждают, что использование самолетов не рассматривалась, хотя допускает использование австралийских УДК самолётами других стран. В мае 2014 года министр обороны Дэвид Джонстон заявил в интервью средствам массовой информации, что правительство рассматривает возможность приобретения истребителей F-35B для «Канберры», а премьер-министр Тони Эбботт поручил разработчикам Белой книги обороны 2015 года оценить вариант размещения на борту обоих кораблей эскадрилий F-35B. Оценка показала, что стоимость модификации кораблей для работы с реактивными двигателями будет очень высокой, и эта идея была отклонена до завершения Белой книги.
Противники F-35 заявляют, что применение достаточного количества самолетов для создания эффективной силы потребует отказа от использования кораблей в качестве десантных, а использование их в качестве авианосца сделает корабли целями первостепенной важности и потребует больших сил сопровождения при неизменном запасе топлива. Также отмечается, что склад боеприпасов не сможет обеспечивать операции с участием самолётов. Кроме того, понадобится усиление и повышения термической стойкости полётной палубы, чтобы выдерживать вертикальную тягу F-35B. Сторонники F-35 возражают, что поддержка с возудха самолётами максимизирует вероятность успеха десантной операции и что другие страны уже работают над решениями проблем базирования самолётов на УДК, а наличие трамплина делает австралийские корабли более подходящими для операций STOVL, чем такие же корабли с плоской полётной палубой.

## Строительство
Корпус корабля состоит из 104 «блоков» или «модулей», которые были изготовлены индивидуально на предприятиях Navantia в Ферроле и Фене, а затем объединены на стапеле на верфи Ферролы. Корабли были достроены до полетной палубы, спущены на воду, а затем доставлены тяжелым доуовым судном Blue Marlin компании Dockwise, в Уильямстаун, Виктория, где компания BAE Systems Australia (которая приобрела компанию Tenix в середине 2008 года) завершила установку надстройки и внутреннюю отделку корпуса.

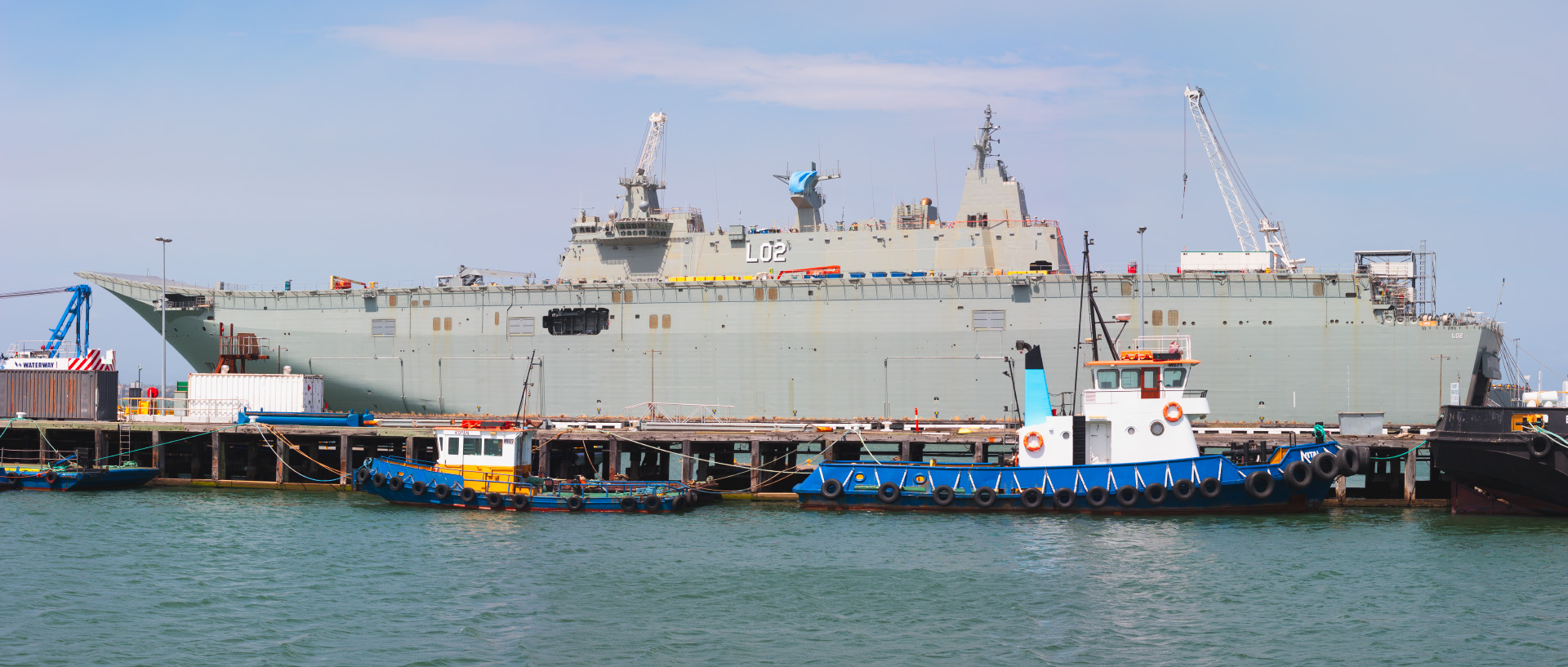
Достройка «Канберры» в Уильямстауне, февраль 2014 г.

Строительство «Канберры» началось в сентябре 2008 года. Первые три блока были смонтированы 23 сентября 2010 года. Спуск на воду состоялся 17 февраля 2011 года. Корпус был погружен на транспорт-док «Блю Марлин» 4 августа 2012 года, док отправился из Феррола в Уильямстаун 17 августа и прибыл в Порт-Филлип 17 октября. Ходовые испытания начались 3 марта 2014 года и завершились в начале сентября, а 28 ноября 2014 года «Канберра» была принята в состав флота.

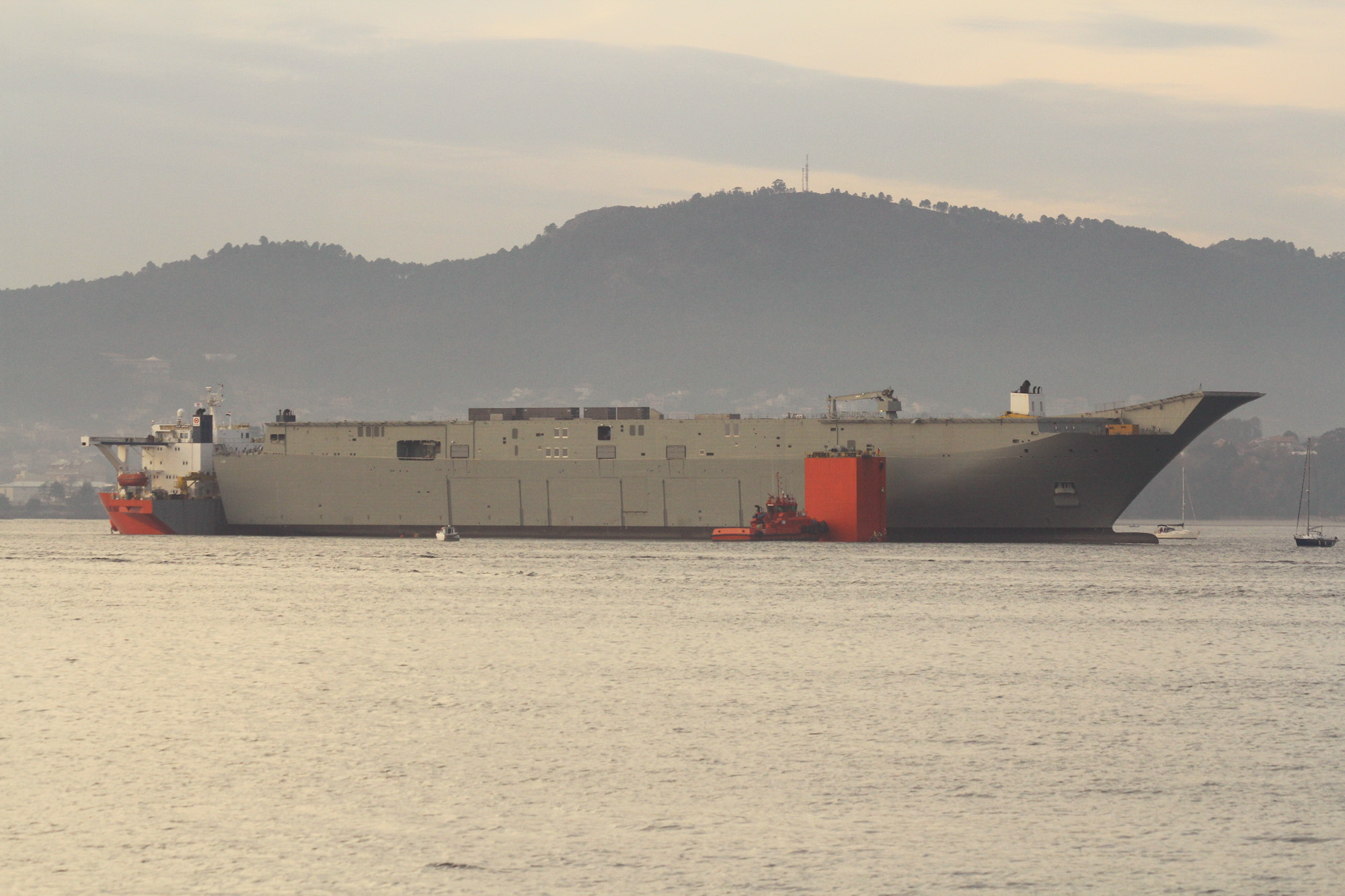
Погрузка «Аделаиды» на транспорт-док «Блю Марлин» в заливе Виго перед транспортировкой в Уильямстаун для достройки

Работа над «Аделаидой» началась в феврале 2010 года. Первые блоки корпуса были смонтированы 18 февраля 2011 года, спуск на воду состоялся 4 июля 2012 года. Первоначально корабль должен был прибыть в Австралию для достройки в начале 2013 года, однакопогрузка на «Блю Марлин» завершилась 10 декабря 2013 года в заливе Виго, а 7 февраля 2014 года транспорт-док прибыл в Уильямстаун. Первоначально передача флоту планировалась на середину 2015 года, но в июле 2011 года она была перенесена на 2016 год. Оснащение корабля шло более быстрыми темпами, чем ожидалось, в результате чего прогнозируемая дата ввода в эксплуатацию была сдвинута на конец 2015 года После окончания ходовых испытаний в октябре 2015 года, «Аделаида» 4 декабря 2015 года вошла в состав флота. Хотя во время строительства «Канберра» была обозначена как LHD-01, а «Аделаида» — как LHD-02, в составе флота корабли поменялись номерами.
Досрочный вывод из эксплуатации двух кораблей типа «Канимбла» в 2011 году, до того, как корабли типа «Канберра» вошли в строй, привел к приобретению десантного корабля-дока «Choules» и вспомогательного судна «Ocean Shield» . Последнее в середине 2014 года было передано Австралийской таможенной службе.

## Состав серии
| Название | Верфь                                                                           | Заложен    | Спущен     | В строю    | Статус  |
| -------- | ------------------------------------------------------------------------------- | ---------- | ---------- | ---------- | ------- |
| Canberra | Навантия, Феррол (Строительство) BAE Systems Australia, Уильямстаун (достройка) | 23.09.2009 | 17.02.2011 | 28.11.2014 | В строю |
| Adelaide | Навантия, Феррол (Строительство) BAE Systems Australia, Уильямстаун (достройка) | 18.02.2011 | 04.07.2012 | 04.12.2015 | В строю |

## Базовые договоренности

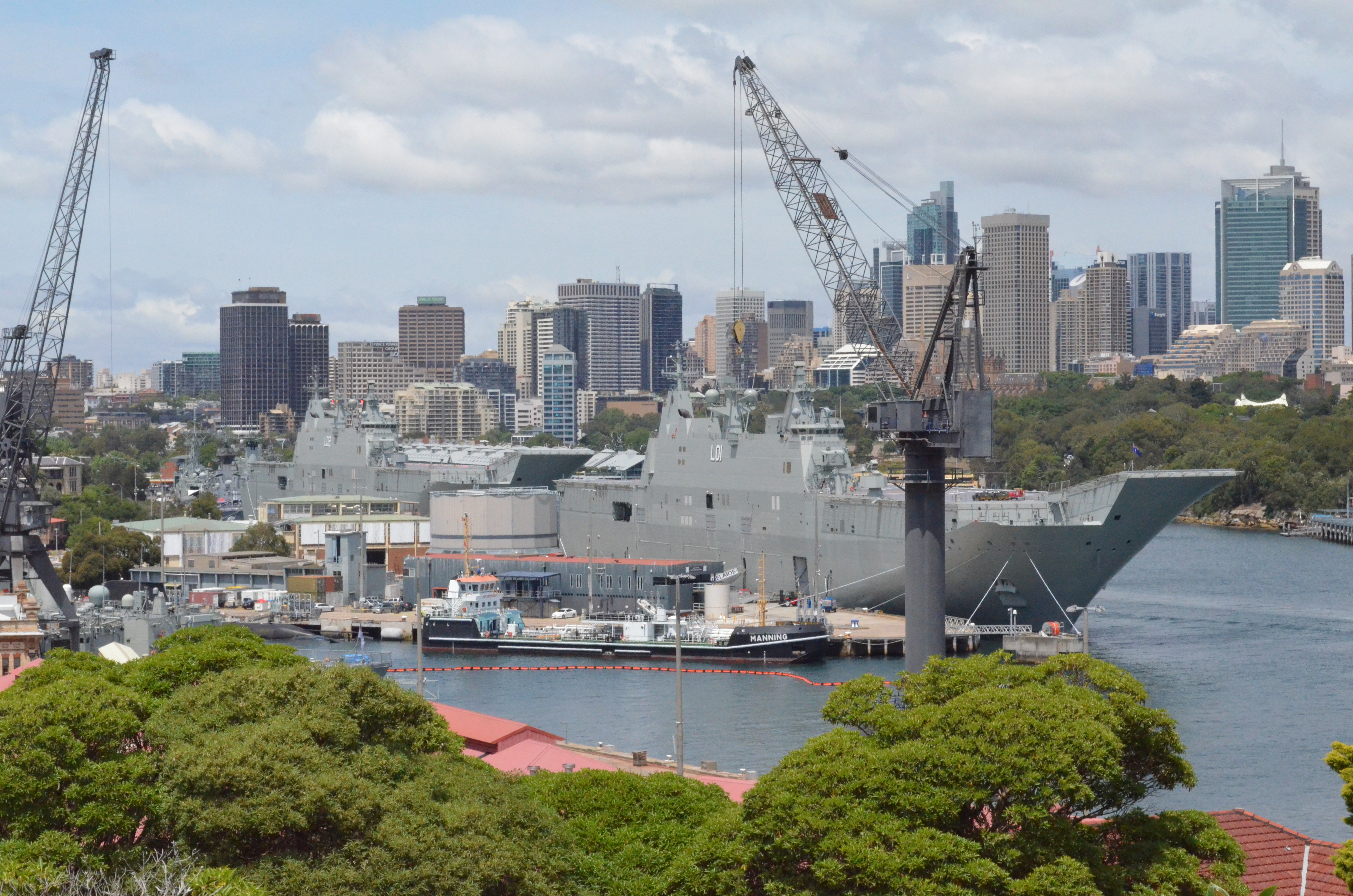
«Аделаида» и «Канберра» на Восточной базе флота в декабре 2015 года

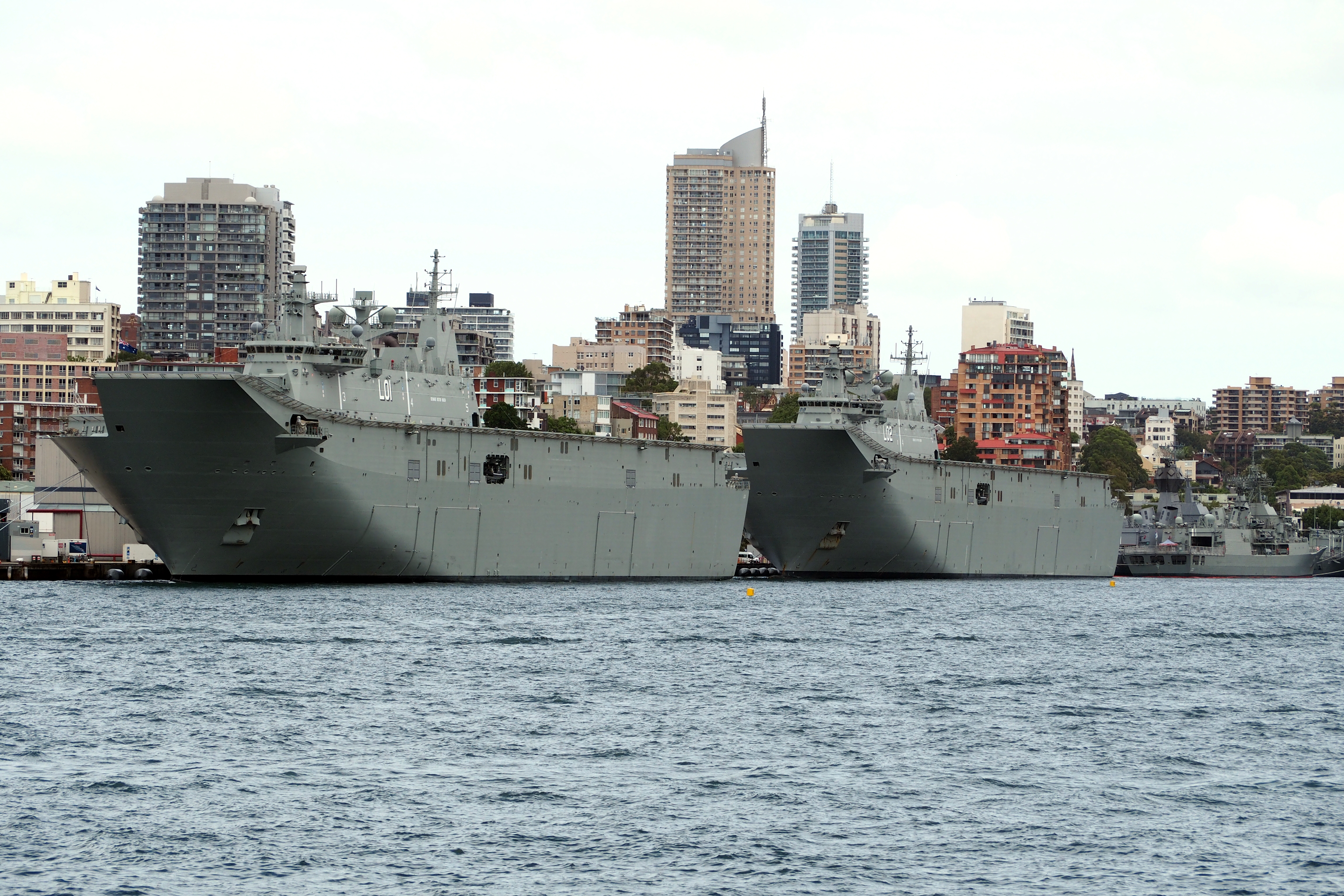
«Аделаида» и «Канберра» на стоянке на Восточной базе флота в январе 2016 г.

Оба корабля приписаны к базе Fleet Base East в Сиднее. 4 декабря 2015 года центр поддержки на острове Гарден был назван в честь капитана Джона Робертсона. Робертсон был командиром авианосца «Мельбурн» время столкновения «Мельбурна» и «Вояджера» в 1964 году, признан виновным Королевской комиссией, однако согласно широкому общественному мнению, обвинение против него было несправедливым.
Размещение двух кораблей на Восточной базе флота вызвало жалобы от жителей районов Поттс-Пойнт и Вулумулу. В числе проблем отмечают выхлопные газы и шумовое загрязнение от судовых генераторов и оборудования, работающего круглосуточно, а также то, что большие корабли закрывают вид на Сиднейскую гавань. Чтобы уменьшить недовольство, Министерство обороны начало изучать варианты перемещения одного или обоих кораблей в северную часть острова Гарден и установило береговые кондиционеры, позволяющие отключать бортовые генераторы кораблей в ночное время.
Корабли регулярно проводят операции в районе Таунсвилла, базы 2-й бригады австралийской армии. С этой целью министерство обороны выделило 30 млн австралийских долларов (из общей стоимости 85 млн) на модернизацию многоцелевого причала 10 в порту Таунсвилл, которая была завершена в октябре 2013 года. Кораблям ВМС выделено 45 суток стоянки в году. Министерство обороны также потратило 5,3 миллиона австралийских долларов на аренду и развитие специальной площадки для оборудования и персонала в районе порта Таунсвилл.

### Книги
- IHS Jane's Fighting Ships 2015–2016. — 116th Revised. — Coulsdon : IHS Jane's, 2015-08-07. — ISBN 9780710631435.

### Статьи
- Amphibious Ships (PDF). Semaphore. 2007 (14). Sea Power Centre – Australia. October 2007. Архивировано (PDF) 20 марта 2011. Дата обращения: 22 февраля 2011.
- Borgu, Aldo (2004). Capability of First Resort? Australia's Future Amphibious Requirement. Australian Strategic Policy Institute. Архивировано 6 июля 2011. Дата обращения: 23 февраля 2011. {{cite journal}}: Cite journal требует |journal= (справка)
- Brabin-Smith, Richard; Schreer, Benjamin (17 ноября 2014). Jump jets for the ADF?. Strategic Insights (78). Australian Strategic Policy Institute. Дата обращения: 28 ноября 2014.
- Brown, Nick (28 июня 2007). Spanish designs are Australia's choice for warship programmes. International Defence Review.
- Collingburn, Major A. R. (5 мая 2010). Adaptive Army : Embracing the concept of operational manoeuver from the sea (Master's thesis). Marine Corps University. Дата обращения: 28 июля 2016.
- Fish, Tim (25 июля 2011). Australia awaits new LHDs for amphibious uplift. Jane's Defence Weekly. Jane's Information Group.
- Fish, Tim (15 июня 2010). Amphibious assault ships: Striking distance. Jane's Defence Weekly.
- Fish, Tim (5 февраля 2010). Steel cut for second Australian LHD. Jane's Navy International.
- Fish, Tim (28 сентября 2009). First Australian LHD takes shape. Jane's Navy International.
- Garai, Paul (October 2010). Lets give the LHDs some names with meaning. Headmark (138): 33–4.
- Gillespie, Lt. Gen. Ken (January 2010). Chief of Army (PDF) (Speech). Combined and Joint Operations from the Sea. Sydney, NSW: sixth Sea Power Conference. ISBN 9780992500443. Дата обращения: 6 января 2017.
- Gillis, Kim (2007). Interview. Landing Helicopter Dock Project – Canberra Class. DefenceToday. 6 (3): 28–29. ISSN 1447-0446.
- Hawkins, Lt. Col. Jon (15 июня 2009). Australia's Future Amphibious Warfare Capability (PDF). Joint Amphibious Capability Implementation Team. Дата обращения: 5 января 2017. {{cite journal}}: Cite journal требует |journal= (справка)
- Joint Standing Committee on Foreign Affairs Defence and Trade (2004). Australia's Maritime Strategy (PDF) (Report).
- Kerr, Julian (26 мая 2014). Australia could buy F-35B. IHS Jane's Defence Weekly. Дата обращения: 8 июня 2014.
- Kerr, Julian (22 декабря 2011). Amphibious ambitions: expanding Australia's naval expectations. Jane's Navy International. Jane's Information Group.
- Rahmat, Ridzwan (30 апреля 2015). Navantia launches Australia's last LHD landing craft. IHS Jane's Navy International. Дата обращения: 6 мая 2015.
- Time to bring back the Pride. The Navy. 69 (4). Navy League of Australia: 2. October 2007.

### Новости
- HMAS Choules commissioned in honour of veteran. ABC News. Australia. 13 декабря 2011. Дата обращения: 13 декабря 2011.
- Huge Navy ship hull arrives in Victoria. ABC News. 17 октября 2012. Дата обращения: 20 октября 2012.
- HMAS Canberra enters commission into Australian Navy at Sydney ceremony. ABC News. Australia. 28 ноября 2014. Дата обращения: 28 ноября 2014.
- Adelaide LHD hull arrives in Melbourne. Australian Aviation. 7 февраля 2014. Дата обращения: 7 февраля 2014.
- Johnston raises possibility of acquiring F-35Bs. Australian Aviation. 19 мая 2014. Дата обращения: 8 июня 2014.
- Butterly, Nick (17 мая 2014). Jump jets on Defence radar. The West Australian. Yahoo7 News. Дата обращения: 8 июня 2014.
- Carter, David (23 октября 2013). Townsville's Berth 10 opens. Rebuilding the Nation. Faircount Media Group. Архивировано из оригинала 5 января 2016. Дата обращения: 2 апреля 2021.
- Cavas, Christopher P. (18 февраля 2011). Australia's Largest Ship Launched. Defense News. Дата обращения: 22 февраля 2011.
- LHD launch paves the way for amphibious transformation. Department of Defence (Australia). 18 февраля 2011. Дата обращения: 22 февраля 2011.
- Durrant, Patrick (10 июля 2015). Second LHD completes initial sea trials. Australian Defence Magazine. Дата обращения: 19 июля 2015.
- Ellery, David (20 марта 2012). Defence buys boat bound for Customs. The Canberra Times. Дата обращения: 3 июня 2012.
- Hansen, Nick (18 марта 2015). Residents fume as HMAS Canberra blocks their view, keeps them awake and now there's another one on the way. Wentworth Courier. NewsLocal (News Corp Australia). Дата обращения: 27 декабря 2015.
- Hansen, Nick (13 ноября 2015). $1.5 billion navy vessel NUSHIP Adelaide docks for indefinite stay in Sydney beside HMAS Canberra. Wentworth Courier. NewsLocal (News Corp Australia). Дата обращения: 27 декабря 2015.
- Kennedy, Emily (4 марта 2014). Canberra's size and power tested at sea trials. Navy Daily. Royal Australian Navy. Дата обращения: 4 марта 2014.
- Kennedy, Emily (11 сентября 2014). Canberra sea trials a success. Navy News. Directorate of Defence News, Department of Defence. p. 5. Дата обращения: 14 сентября 2014.
- Kennedy, Emily (1 августа 2014). Canberra's landing craft coxswains demonstrate new skills. Navy Daily. Royal Australian Navy. Дата обращения: 25 сентября 2014.
- Kerin, John (7 июля 2015). PM's floating fighter jet plan quietly sunk by Defence. Australian Financial Review. Дата обращения: 7 июля 2015.
- McPhedran, Ian (11 мая 2013). Inside HMAS Canberra. News.com.au. News Corp Australia. Архивировано 22 февраля 2015. Дата обращения: 19 марта 2014.
- McPhedran, Ian (3 декабря 2014). Formal apology long overdue for navy hero Captain John Robertson. The Advertiser. News Corp Australia. Дата обращения: 7 декабря 2015.
- Otero, A. (11 декабря 2013). Perfecto embarque de un coloso del mar. Faro de Vigo (исп.). Дата обращения: 11 декабря 2013.
- Raggatt, Tony (24 февраля 2015). Townsville port's cruise terminal one of its busiest wharves. Townsville Bulletin. Дата обращения: 24 декабря 2015.
- On the way to Australia. Navy News. 55 (16). Royal Australian Navy (Directorate of Defence News): 5. 30 августа 2012.
- Launch of second Amphibious Ship Landing Helicopter Dock. Royal Australian Navy. 5 июля 2012. Дата обращения: 5 октября 2012.
- Navantia efectúa con éxito el 'encaje' del 'Canberra' (исп.). Laopinióncoruña (4 августа 2012). Дата обращения: 6 сентября 2012.
- El "Blue Marlin", abandonando el puerto exterior de A Coruña (исп.). La voz de Galicia (17 августа 2012). Дата обращения: 20 августа 2012.
- Seidel, Jamie (19 ноября 2014). Australian Strategic Policy Institute raises doubts over Abbott Government plan to rebuild newest warships. News.com.au. Дата обращения: 28 ноября 2014.
- Staples, Natalie (4 декабря 2015). HMAS Adelaide enters service. Navy Daily. Royal Australian Navy. Дата обращения: 7 декабря 2015.
- Welfare, John. Beersheba's Battle Plan // Army: The Soldiers' Newspaper. — 2012. — 2 февраля.

### Пресс-релизы
- Next generation of naval ships to reflect a rich history of service (Press release). Department of Defence (Australia). 20 января 2006. Архивировано из оригинала 15 марта 2011. Дата обращения: 22 февраля 2011. {{cite press release}}: Указан более чем один параметр |archiveurl= and |archive-url= (справка)
- Projects of concern – Update (Press release). Office of Stephen Smith MP, Minister for Defence. 15 октября 2010. Архивировано из оригинала 27 марта 2012. Дата обращения: 5 октября 2012.
- Ocean Shield the Navy's newest humanitarian and disaster relief vessel (Press release). Offices of the Minister for Defence and Minister for Defence Materiel. 3 июня 2012. Архивировано из оригинала 2 ноября 2015. Дата обращения: 3 июня 2012.
- Minister for Defence – Port of Townsville Berth 10 upgrade opening (Press release). Department of Defence Ministers. 18 октября 2013. Архивировано из оригинала 5 января 2016. Дата обращения: 24 декабря 2015.

### Веб-сайты
- Australia's Canberra Class LHDs. Defense Industry Daily. Дата обращения: 13 ноября 2007.
- George, Steve. LHD and STOVL: an engineer's view. The Strategist – The Australian Strategic Policy Institute Blog. Australian Strategic Policy Institute (20 июня 2014). Дата обращения: 28 ноября 2014.
- Amphibious Assault Ship (LHD). Royal Australian Navy. Дата обращения: 23 января 2013.

## Внешние ссылки
- Defence Materiel Organisation Amphibious Deployment and Sustainment – JP 2048 Phase 4A/B